# Mina Los Bronces
La mina Los Bronces es una mina de cobre y molibdeno a cielo abierto ubicada en la zona cordillerana de Lo Barnechea, Región Metropolitana, Chile, a 65 kilómetros de Santiago. Comenzó su explotación en 1867. Hoy la propiedad está repartida entre las compañías Anglo American PLC (50,1%), JV Codelco-Mitsui (29,5%) y Mitsubishi Corp (20,4%).

## Historia
Fue descubierta en 1867, mismo año en la que comenzó a ser explotada en manos de una sociedad compuesta por Nazario Elguín, Vicente Costa y Ángel Sassi. Situada en la zona cordillerana a casi 4000 metros de altura, la explotación de la mina en sus comienzos era muy primitiva, el yacimiento quedaba gran parte del año cubierto por la nieve, y no existía una ruta que accediera al yacimiento.
Para facilitar el transporte del mineral obtenido, en 1880 comenzó la construcción del denominado «camino de Las Condes», a través de los cerros que encajonan al río, y sobre el propio cauce del mismo, lo que permitió que para 1883 el transporte se realizara por el sendero a través de animales de carga y capachos.
En 1916 pasó a manos de la recién creada compañía Disputada de Las Condes, que estuvo en manos privadas hasta que la compró la estatal Empresa Nacional de Minería en 1972. En 1978 la compañía fue adquirida por Exxon, que la mantuvo en su poder hasta 2002, cuando la adquirió Anglo American.
En 2012 Anglo American vendió el 49,9% a Codelco-Mitsui (29,5%) Mitsubishi Corp (20,4%)

## Producción y personal
En 2021 Los Bronces produjo 327.700 toneladas de cobre fino y 4.286 toneladas de molibdeno. A 2021 cuenta con una dotación propia de 1.980 personas, y 2.189 contratistas.